# Cryptocephalus vanharteni
Cryptocephalus vanharteni es una especie de insecto coleóptero de la familia Chrysomelidae.
Fue descrita científicamente en 2006 por Schoeller.